# Elizabeth Crichton
Lady Elizabeth Caroline Mary Crichton, baronessa Wharncliffe (1779 – 23 aprile 1856), è stata una pittrice irlandese.

## Biografia
Era la figlia di John Crichton, I conte Erne, e della sua seconda moglie, Lady Caroline Hervey, figlia di Frederick Hervey, IV conte di Bristol e sorella della famosa Lady Elizabeth Foster.
Era un'artista conosciuta per le sue opere riguardanti i paesaggi e il disegno figurativo. Un certo numero di queste opere d'arte sono conservate al Tate Collection and Archive.
Ci sono quattro ritratti di lei come una bambina al National Trust Collection.

## Matrimonio
Sposò, il 30 marzo 1799, James Stuart-Wortley-Mackenzie, I barone di Wharncliffe (1776-1845), figlio di James Archibald Stuart. Ebbero quattro figli:
- Caroline Jane Wharncliffe (?-12 giugno 1876), sposò John Chetwynd-Talbot, ebbero due figli;
- John Stuart-Wortley-Mackenzie, II barone Wharncliffe (23 aprile 1801-22 ottobre 1855);
- Charles Stuart-Wortley-Mackenzie (3 giugno 1802-22 maggio 1844), sposò Emmeline Manners, ebbero tre figli;
- James Archibald Stuart-Wortley (3 luglio 1805-22 agosto 1881), sposò Jane Lawley, ebbero sette figli.

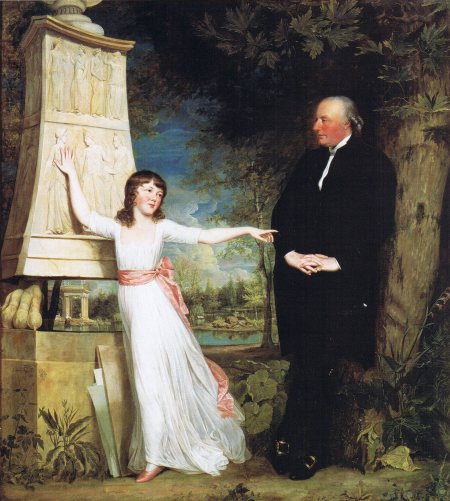
Elizabeth Crichton con suo nonno, Frederick Hervey, nei giardini di Villa Borghese a Roma.

## Morte
Suo marito morì nel 1845 succedendogli il figlio. Elizabeth morì il 23 aprile 1856.

## Opere
55 opere, di cui una pittura di paesaggio e una serie di schizzi di modelli di Lady Wharncliffe si trovano al Tate Collection and Archive.
Lettere di Lady Wharncliffe sono conservate presso il National Archives. Il libro The first Lady Wharncliffe and her family (1779-1856) è conservato nella Royal Collection Trust.

## Ascendenza
|                                       |                               |                                 | Genitori                    |  |  | Nonni |  |  | Bisnonni        |  |  | Trisnonni         |  |
|                                       |                               |                                 |                             |  |  |       |  |  | David Creighton |  |  | Abraham Creighton |  |
|                                       |                               |                                 |                             |  |  |       |  |  | David Creighton |  |  | Abraham Creighton |  |
|                                       |                               | Mary Spottiswoode               |                             |  |  |       |  |  | David Creighton |  |  |                   |  |
| Abraham Creighton, I barone Erne      |                               |                                 |                             |  |  |       |  |  | David Creighton |  |  |                   |  |
|                                       |                               | Katherine Southwell             | Richard Southwell           |  |  |       |  |  |                 |  |  |                   |  |
|                                       |                               | Katherine Southwell             | Richard Southwell           |  |  |       |  |  |                 |  |  |                   |  |
|                                       |                               | Katherine Southwell             | Elizabeth O'Brien           |  |  |       |  |  |                 |  |  |                   |  |
| John Creighton, I conte Erne          |                               | Katherine Southwell             |                             |  |  |       |  |  |                 |  |  |                   |  |
|                                       |                               | John Rogerson                   | John Rogerson               |  |  |       |  |  |                 |  |  |                   |  |
|                                       |                               | John Rogerson                   | John Rogerson               |  |  |       |  |  |                 |  |  |                   |  |
|                                       |                               | John Rogerson                   | Elizabeth Proby             |  |  |       |  |  |                 |  |  |                   |  |
| Elizabeth Rogerson                    |                               | John Rogerson                   |                             |  |  |       |  |  |                 |  |  |                   |  |
|                                       |                               | Elizabeth Stephen Ludlow        | Stephen Ludlow              |  |  |       |  |  |                 |  |  |                   |  |
|                                       |                               | Elizabeth Stephen Ludlow        | Stephen Ludlow              |  |  |       |  |  |                 |  |  |                   |  |
|                                       |                               | Elizabeth Stephen Ludlow        | Alice Lachard               |  |  |       |  |  |                 |  |  |                   |  |
| Elizabeth Crichton                    |                               | Elizabeth Stephen Ludlow        |                             |  |  |       |  |  |                 |  |  |                   |  |
|                                       | John Hervey, II barone Hervey | John Hervey, I conte di Bristol |                             |  |  |       |  |  |                 |  |  |                   |  |
|                                       | John Hervey, II barone Hervey | John Hervey, I conte di Bristol |                             |  |  |       |  |  |                 |  |  |                   |  |
|                                       | John Hervey, II barone Hervey | Elizabeth Felton                |                             |  |  |       |  |  |                 |  |  |                   |  |
| Frederick Hervey, IV conte di Bristol | John Hervey, II barone Hervey |                                 |                             |  |  |       |  |  |                 |  |  |                   |  |
|                                       |                               | Mary Lepell                     | Nicholas Lepell             |  |  |       |  |  |                 |  |  |                   |  |
|                                       |                               | Mary Lepell                     | Nicholas Lepell             |  |  |       |  |  |                 |  |  |                   |  |
|                                       |                               | Mary Lepell                     | Mary Brooke                 |  |  |       |  |  |                 |  |  |                   |  |
| Mary Hervey                           |                               | Mary Lepell                     |                             |  |  |       |  |  |                 |  |  |                   |  |
|                                       |                               | Jermyn Davers, IV baronetto     | Robert Davers, II baronetto |  |  |       |  |  |                 |  |  |                   |  |
|                                       |                               | Jermyn Davers, IV baronetto     | Robert Davers, II baronetto |  |  |       |  |  |                 |  |  |                   |  |
|                                       |                               | Jermyn Davers, IV baronetto     | Mary Jermyn                 |  |  |       |  |  |                 |  |  |                   |  |
| Elizabeth Davers                      |                               | Jermyn Davers, IV baronetto     |                             |  |  |       |  |  |                 |  |  |                   |  |
|                                       |                               | Margaretta Green                | Edward Green                |  |  |       |  |  |                 |  |  |                   |  |
|                                       |                               | Margaretta Green                | Edward Green                |  |  |       |  |  |                 |  |  |                   |  |
|                                       |                               | Margaretta Green                | Margaret                    |  |  |       |  |  |                 |  |  |                   |  |
|                                       |                               | Margaretta Green                |                             |  |  |       |  |  |                 |  |  |                   |  |